# Prix Theodore Roosevelt
Le prix Theodore Roosevelt (en anglais : Theodore Roosevelt Award) est la plus haute distinction que la National Collegiate Athletic Association (NCAA) puisse conférer à un individu.
Le prix est décerné chaque année à un diplômé d'une institution membre de la NCAA qui a obtenu une « lettre universitaire » (varsity letter (en)) à l'université pour sa participation à des activités sportives interuniversitaires et qui est devenu un citoyen distingué de réputation nationale grâce à ses réalisations exceptionnelles. Chaque lauréat, par son exemple personnel, illustre les idéaux et les objectifs auxquels l'athlétisme universitaire se consacre.
Le prix, surnommé « The Teddy », porte le nom du président des États-Unis Theodore Roosevelt, qui est à l'origine de la formation de la NCAA en 1906.
Parmi les anciens lauréats figurent quatre anciens présidents américains : Dwight D. Eisenhower (1967), Gerald Ford (1975), George H. W. Bush (1986) et Ronald Reagan (1990).